# Yeongdong Expressway
La Yeongdong Expressway (coréen:영동고속도로; ) est une autoroute de Corée du Sud, traversant le pays d'ouest en est, en partant de la ville d'Incheon au sud de Séoul, et allant jusqu'à la ville de Gangneung. La limite de vitesse y est de 100km/h.

## Historique
La construction commence le 24 mars 1971 entre les villes de Yongin, au sud de Séoul, et Wonjun, soit sur 104km. Cette section est ouverture au traffic en décembre de la même-année. En 1975, la route est prolongée jusqu'à Gangneung sur la côte est du pays, et connectée à la Donghae Expressway en 1988. Finalement ses dernières extensions sont réalisées en 1991, de Yongin à Incheon face à la mer Jaune, à l'ouest du pays. Après cela la route subira de nombreux élargissements allant de quatre à dix chaussées.

## Villes et Provinces traversées

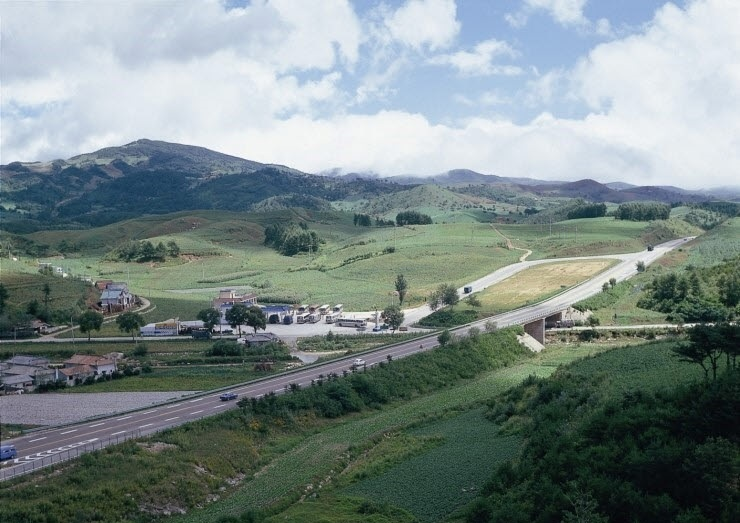
L'Expressway No.50.

L'Expressway No.50 part de la ville autonome de Incheon, et traverse la province de Gyeonggi via les villes de Ansan, Gunpo, Uiwang, Suwon, Yongin et Icheon. Toutes ces villes font partie de la région métropolitaine de Séoul. Puis elle traverse la province de Gangwon, par la ville de Wonju et les districts de Hoengseong et Pyeongchan, avant d'arriver à la ville de Gangneung.

## Évènement
La ville de Pyeongchan a accueilli en 2015 le "Yeongdong Expressway Song Festival", un festival organisé par l'émission de télévision sud-coréenne Infinite Challenge. C'est aussi le dernier que celle-ci est organisée avant de s'arrêter en 2018. Le festival a accueilli des artistes comme IU, Taeyang, G-Dragon, Park Jin-Young, Zion.T, Yoon Sang, Beenzino ou Dok2.

## Accident de 2014
Le 3 septembre 2014, le groupe Ladies' Code est victime d'un accident de voiture sur la Yeongdong Expressway, causant la mort de deux de ses membres, Rise et EunB,.